# SHFV-Pokal 2017/18
Der SHFV-Pokal 2017/18 war die 65. Austragung des schleswig-holsteinischen Verbandspokals der Männer im Amateurfußball. Das Finale fand am 21. Mai 2018 im Manfred-Werner-Stadion in Flensburg statt. Der Pokalsieger qualifizierte sich für die erste Hauptrunde im DFB-Pokal 2018/19.

## Spielmodus
Es wird zunächst versucht in 90 Minuten einen Gewinner auszuspielen. Sollte es danach unentschieden stehen, kommt es wie in anderen Pokalwettbewerben zu einer dreißigminütigen Verlängerung. Steht danach immer noch kein Sieger fest, wird dieser dann im Elfmeterschießen nach dem bekannten Muster ermittelt.

## Teilnehmende Mannschaften
Alle schleswig-holsteinischen Mannschaften, die in der Vorsaison oberhalb der Schleswig-Holstein-Liga (seit 2017/18 Oberliga Schleswig-Holstein) spielten, waren automatisch qualifiziert. Ausgenommen war der Zweitligist Holstein Kiel, da die Vereine der Bundesliga und 2. Bundesliga nicht an den Verbandspokalen teilnehmen und automatisch für den DFB-Pokal qualifiziert sind. Zudem qualifizierten sich die Kreispokalsieger der 13 Kreisfußballverbände und der Finalist des Flens-Cups Meister der Meister, da der Sieger SV Eichede bereits über die Liga qualifiziert war. Zweitmannschaften waren nicht teilnahmeberechtigt.
Folgende Mannschaften waren somit für den SHFV-Pokal 2017/18 qualifiziert (in der Klammer ist die Ligenzugehörigkeit in dieser Spielzeit angegeben):
| Vereine der Regionalliga Nord 2016/17 - SC Weiche Flensburg 08 (IV) - VfB Lübeck (IV) - SV Eichede (V) | Kreispokalsieger 2016/17 - Dithmarschen: Heider SV (V) - Herzogtum Lauenburg: SV Grün-Weiß Siebenbäumen (VI) - Kiel: Inter Türkspor Kiel (V) - Lübeck: TSV Travemünde (VI) - Neumünster: PSV Union Neumünster (V) - Nordfriesland: Husumer SV (VI) - Ostholstein: Eutin 08 (IV) - Plön: Preetzer TSV (VII) - Rendsburg-Eckernförde: TuS Jevenstedt (VII) - Schleswig-Flensburg (inkl. Flensburg): TSB Flensburg (V) - Segeberg: SV Todesfelde (V) - Steinburg: VfR Horst (VI) - Stormarn: SV Preußen Reinfeld (VI) | Meister der Meister 2016/17 - Finalist TSV Lägerdorf (V) |

| Ligaebene in Klammern: IV = Regionalliga Nord • V = Oberliga Schleswig-Holstein • VI = Landesligen • VII = Verbandsligen |

## Termine
Die Spiele des diesjährigen SHFV-Pokals wurden an folgenden Terminen ausgetragen:
Qualifikation: 8. Juli 2017

Achtelfinale: 8./9./12./15./16. Juli 2017

Viertelfinale: 15./22. Juli und 16. August 2017

Halbfinale: 3./31. Oktober 2017

Finale: 21. Mai 2018

## Qualifikation
Da mehr als 16 Mannschaften am diesjährigen Turnier teilnehmen, mussten zwei Mannschaften in einer Qualifikationsrunde den letzten Achtelfinalisten ausspielen (In Klammern ist die Ligaebene angegeben, in der der Verein spielt).
| Datum                 |                     | Ergebnis             |                |
| --------------------- | ------------------- | -------------------- | -------------- |
| 08.07.2017, 16:30 Uhr | TSV Travemünde (VI) | 2:5 n. V. (2:2, 2:0) | SV Eichede (V) |

## Achtelfinale
Der Sieger der Qualifikationsrunde und die anderen 15 Mannschaften spielten in dieser Runde die acht Viertelfinalisten aus (In Klammern ist die Ligaebene angegeben, in der der Verein spielt).
| Datum                 |                                | Ergebnis              |                             |
| --------------------- | ------------------------------ | --------------------- | --------------------------- |
| 08.07.2017, 15:00 Uhr | VfR Horst (VI)                 | 0:5 (0:1)             | SV Preußen Reinfeld (VI)    |
| 08.07.2017, 15:00 Uhr | Preetzer TSV (VII)             | 2:4 n. V. (2:2, 2:1)  | Husumer SV (VI)             |
| 08.07.2017, 17:00 Uhr | TuS Jevenstedt (VII)           | 0:8 (0:5)             | VfB Lübeck (IV)             |
| 09.07.2017, 15:00 Uhr | SV Grün-Weiß Siebenbäumen (VI) | 2:5 (2:3)             | TSB Flensburg (V)           |
| 12.07.2017, 19:00 Uhr | Inter Türkspor Kiel (V)        | 1:3 (0:2)             | Eutin 08 (IV)               |
| 15.07.2017, 16:00 Uhr | SV Eichede (V)                 | 0:0 n. V. (1:4 i. E.) | SC Weiche Flensburg 08 (IV) |
| 16.07.2017, 15:00 Uhr | PSV Union Neumünster (V)       | 0:1 n. V.             | SV Todesfelde (V)           |
| 16.07.2017, 15:00 Uhr | TSV Lägerdorf (V)              | 2:3 (1:2)             | Heider SV (V)               |

## Viertelfinale
Die Sieger des Achtelfinales ermittelten in vier Spielen die Halbfinalisten (In Klammern ist die Ligaebene angegeben, in der der Verein spielt).
| Datum                 |                          | Ergebnis                         |                             |
| --------------------- | ------------------------ | -------------------------------- | --------------------------- |
| 15.07.2017, 15:00 Uhr | Husumer SV (VI)          | 3:2 (2:1)                        | Eutin 08 (IV)               |
| 22.07.2017, 15:00 Uhr | TSB Flensburg (V)        | 1:4 n. V. (1:1, 1:1)             | SV Todesfelde (V)           |
| 22.07.2017, 17:00 Uhr | SV Preußen Reinfeld (VI) | 1:1 n. V. (1:1, 1:0) (4:2 i. E.) | Heider SV (V)               |
| 16.08.2017, 19:30 Uhr | VfB Lübeck (IV)          | 3:3 n. V. (2:2, 1:1) (1:3 i. E.) | SC Weiche Flensburg 08 (IV) |

## Halbfinale
In diesen zwei Partien werden die beiden Finalisten des SHFV-Pokals ermittelt (In Klammern ist die Ligaebene angegeben, in der der Verein spielt).
| Datum                 |                   | Ergebnis  |                             |
| --------------------- | ----------------- | --------- | --------------------------- |
| 03.10.2017, 15:00 Uhr | Husumer SV (VI)   | 1:0 (0:0) | SV Preußen Reinfeld (VI)    |
| 31.10.2017, 13:00 Uhr | SV Todesfelde (V) | 0:4 (0:2) | SC Weiche Flensburg 08 (IV) |

## Finale
Das Finale fand am 21. Mai 2018 auf dem Rasenplatz des Manfred-Werner-Stadions in Flensburg statt.
| Paarung        | Husumer SV – SC Weiche Flensburg 08                                |
| Ergebnis       | 0:3 (0:1)                                                          |
| Datum          | 21. Mai 2018                                                       |
| Stadion        | Manfred-Werner-Stadion, Flensburg                                  |
| Zuschauer      | 2.527                                                              |
| Schiedsrichter | Henning Deeg                                                       |
| Tore           | 0:1 Tim Wulff (36.) 0:2 Florian Meyer (55.) 0:3 Jonas Walter (68.) |